# Campionato asiatico maschile di pallacanestro 1993
Il 17º Campionato Asiatico Maschile di Pallacanestro FIBA si è svolto dal 12 al 21 novembre 1993 a Giacarta in Indonesia. Il torneo è stato vinto dalla nazionale cinese.
I Campionati asiatici maschili di pallacanestro sono una manifestazione biennale tra le squadre nazionali del continente, organizzata dalla FIBA Asia.

## Squadre partecipanti
| Gruppo A                                                    | Gruppo B                                                      | Gruppo C                                  | Gruppo D                                                          |
| ----------------------------------------------------------- | ------------------------------------------------------------- | ----------------------------------------- | ----------------------------------------------------------------- |
| - Arabia Saudita - Cina - Giordania - Pakistan - Thailandia | - Corea del Sud - Emirati Arabi Uniti - Filippine - Singapore | - Giappone - Hong Kong - Indonesia - Iran | - Bangladesh - Corea del Nord - Kuwait - Malaysia - Taipei cinese |

## Classifica finale
| Pos | Squadra             | V-P |
| --- | ------------------- | --- |
| 1   | Cina                | 6-1 |
| 2   | Corea del Nord      | 5-2 |
| 3   | Corea del Sud       | 5-1 |
| 4   | Iran                | 4-2 |
| 5   | Taipei cinese       | 6-1 |
| 6   | Arabia Saudita      | 4-3 |
| 7   | Giappone            | 3-3 |
| 8   | Emirati Arabi Uniti | 2-4 |
| 9   | Giordania           | 5-2 |
| 10  | Kuwait              | 4-3 |
| 11  | Filippine           | 3-3 |
| 12  | Indonesia           | 2-4 |
| 13  | Hong Kong           | 2-4 |
| 14  | Malaysia            | 2-5 |
| 15  | Thailandia          | 3-4 |
| 16  | Singapore           | 0-6 |
| 17  | Pakistan            | 0-4 |
| 18  | Bangladesh          | 0-4 |